# Liolaemus filiorum
Liolaemus filiorum är en ödleart som beskrevs av  Ramirez LEYTON och PINCHEIRA-DONOSO 2005. Liolaemus filiorum ingår i släktet Liolaemus och familjen Tropiduridae. Inga underarter finns listade i Catalogue of Life.